# Thysanolaena latifolia
Thysanolaena latifolia, tên tiếng Việt là đót, chít, là một loài thực vật có hoa trong họ Hòa thảo. Loài này được (Roxb. ex Hornem.) Honda miêu tả khoa học đầu tiên năm 1930.

## Đặc điểm
Cỏ cao tới 3,5m hay hơn, giống sậy và lau. Thân to 5-8mm. Lá cứng, hình giáo rộng, nhọn mũi, ôm lấy thân, có mép, hơi ráp, dài 30–60 cm, rộng 5–10 cm. Chuỳ hoa ở ngọn, mềm, lúc đầu dựng đứng rồi mọc toả ra, dài 30–60 cm, có nhánh mịn và rất nhiều. Bông nhỏ rất nhiều gồm nhiều cọng nhỏ, hình dải thuôn, dài 1-1,5mm, chụm lại với nhau. Quả thóc nhỏ thuôn, gần hình cầu, nằm trong những mày nhỏ cứng.

## Phân bố
Thường gặp trên đất khô vùng núi, trong các savan ven các rừng của nước ta từ 50m đến độ cao 2000m.

## Công dụng
- Lợp nhà: bằng thân lá.
- Làm chổi: khi bông còn non, xanh và chưa nở hoa thì người ta cắt về phơi khô làm chổi gọi là chổi đót.
- Gói bánh chưng: bằng lá thay lá dong.
- Chữa bệnh: nước vắt chồi lá non dùng nhỏ tai trị ve chui vào tai.

## Hình ảnh

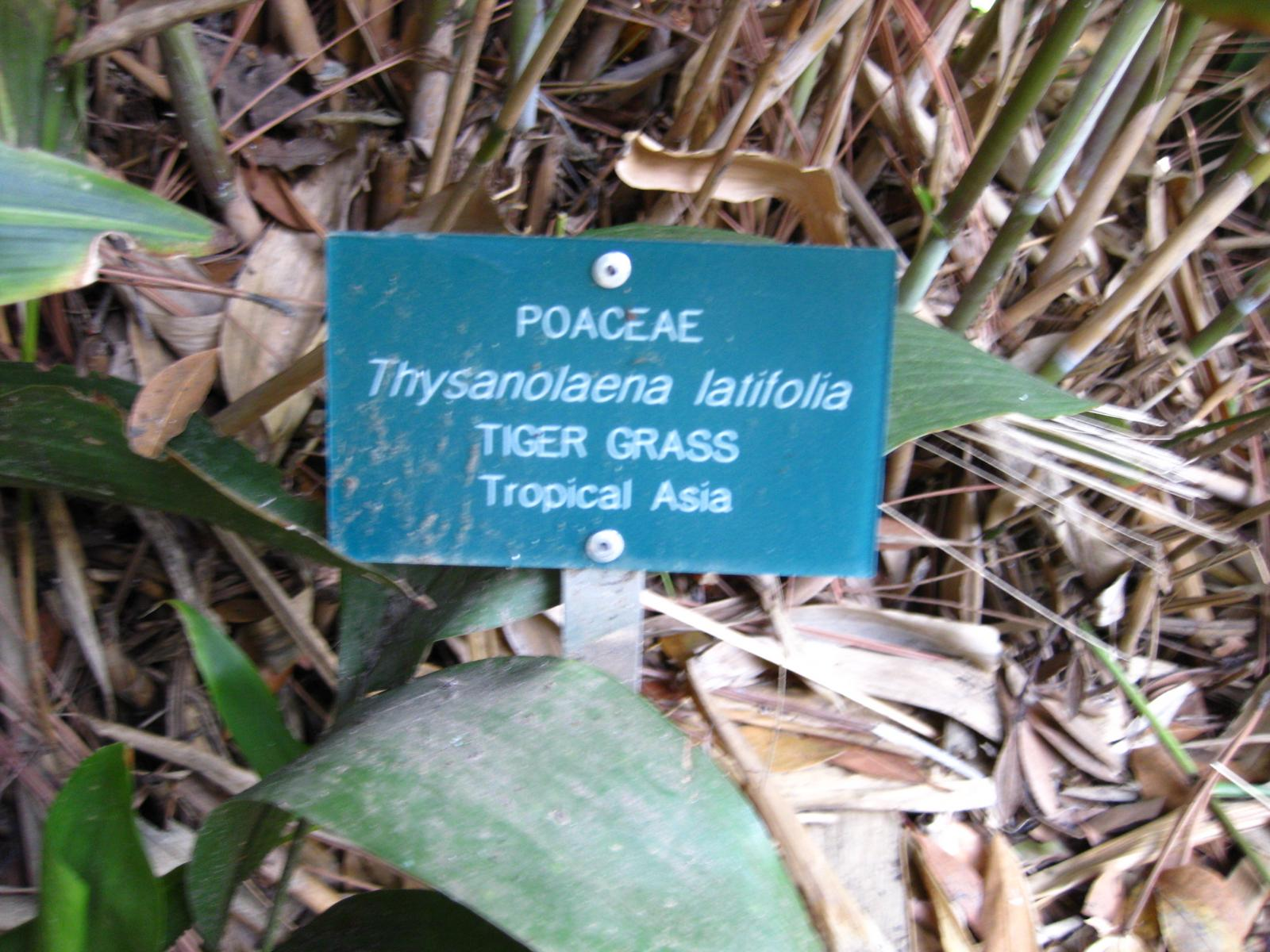